# Jacques Deray
Jacques Deray (Lyon, 19 februari 1929 – Boulogne-Billancourt, 10 augustus 2003) was een Frans filmregisseur.
Hij regisseerde een twintigtal politie- en actiefilms en was een vernieuwer van de politiefilm. Typerend was zijn sombere en troebele sfeer. Hij werd dan ook de Franse Hitchcock genoemd. 

## Leven en werk
Hij werd geboren in Lyon als Jacques Desrayaud. Hij deed filmervaring op als regie-assistent van voornamelijk Gilles Grangier.
Hij debuteerde in 1960 als regisseur met het drama Gigolo. Hij leverde in de jaren zestig vervolgens enkele misdaadfilms, een spionagefilm en een avonturenfilm af.
Zijn doorbraak had hij te danken aan het broeierige misdaaddrama La Piscine (1969) met het toenmalige koppel Romy Schneider en Alain Delon in de hoofdrollen. Delon groeide uit tot Deray's favoriete acteur en draaide negen films met hem. Ook met Jean-Paul Belmondo werkte Deray meermaals samen, onder meer in zijn twee belangrijkste successen, de politiefilms Borsalino (1970) en Le Marginal (1983).
Deray overleed in 2003 op 74-jarige leeftijd na een lang ziekbed.

## Filmografie

### Regisseur

#### Bioscoopfilms
- 1960 - Gigolo
- 1962 - Du rififi à Tokyo
- 1963 - Symphonie pour un massacre
- 1965 - Par un beau matin d'été met Jean-Paul Belmondo
- 1966 - Avec la peau des autres met Lino Ventura
- 1966 - L'Homme de Marrakech
- 1969 - La Piscine met Romy Schneider en Alain Delon
- 1970 - Borsalino met Jean-Paul Belmondo en Alain Delon
- 1971 - Doucement les basses met Alain Delon
- 1971 - Un peu de soleil dans l'eau froide
- 1972 - Un homme est mort met Jean-Louis Trintignant
- 1974 - Borsalino and Co met Alain Delon
- 1975 - Flic Story met Alain Delon
- 1977 - Le Gang met Alain Delon
- 1978 - Un papillon sur l'épaule met Lino Ventura
- 1980 - Trois Hommes à abattre met Alain Delon
- 1983 - Le Marginal met Jean-Paul Belmondo
- 1985 - On ne meurt que deux fois met Michel Serrault, Charlotte Rampling en Jean-Pierre Darroussin
- 1987 - Le Solitaire met Jean-Paul Belmondo
- 1987 - Maladie d'amour
- 1989 - Les Bois noirs
- 1991 - Contre l'oubli (collectieve film)
- 1991 - Netchaïev est de retour met Yves Montand
- 1993 - Un crime met Alain Delon
- 1994 - 3000 scénarios contre un virus (episode Arnaud et ses copains)
- 1994 - L'Ours en peluche met Alain Delon

#### Televisiefilms
- 1982 - Les Secrets de la princesse de Cadignan
- 1983 - Credo
- 1996 - Une femme explosive
- 1998 - Clarissa
- 2000 - On n'a qu'une vie
- 2001 - Lettre d'une inconnue

### Regie-assistent
- 1954 - Sang et lumières (Georges Rouquier)
- 1954 - Poisson d'avril (Gilles Grangier)
- 1955 - Le Printemps, l'automne et l'amour (Gilles Grangier)
- 1955 - Gas-oil (Gilles Grangier)
- 1956 - Cela s'appelle l'aurore (Luis Buñuel)
- 1956 - Le Sang à la tête (Gilles Grangier)
- 1956 - Courte tête (Norbert Carbonnaux)
- 1957 - Reproduction interdite (Gilles Grangier)
- 1957 - Le rouge est mis (Gilles Grangier)
- 1957 - Trois jours à vivre (Gilles Grangier)
- 1959 - La legge (Jules Dassin)
- 1959 - Archimède le clochard (Gilles Grangier)
- 1959 - 125, rue Montmartre (Gilles Grangier)

- Biblioteca Nacional de España: XX1181709
- Bibliothèque nationale de France: cb13893190m (data)
- Gemeinsame Normdatei: 124923364
- International Standard Name Identifier: 0000 0001 2200 5839
- Library of Congress Control Number: nr2003003525
- Nationale Bibliotheek van Letland: 000268441
- Nationale Bibliotheek van Tsjechië: xx0146544
- Nationale Bibliotheek van Israël: 987007386383905171
- Nederlandse Thesaurus van Auteursnamen: 073868310
- SNAC: w6b63xwz
- Système universitaire de documentation: 069304270
- Virtual International Authority File: 167926775
- WorldCat: E39PBJmMYcTvctv6BJBTR8Kcfq